# Paperwork
Paperwork – dziewiąty studyjny album amerykańskiego rapera T.I., którego premiera odbyła się 21 października 2014 r. Płyta ukazała się nakładem wytwórni Columbia Records i Grand Hustle Records.
Projekt był promowany singlami: "About the Money", "No Mediocre" i "New National Anthem". Paperwork zawiera takich gości jak Chris Brown, The-Dream, Iggy Azalea, Young Jeezy, Lil Boosie, Nipsey Hussle, Rick Ross, Skylar Grey, Trae tha Truth, Usher, Watch The Duck, Young Thug, Victoria Monet i Pharrell Williams, który był także producentem wykonawczym. Oprócz niego występują także inni producenci: DJ Mustard, DJ Toomp, Tricky Stewart, Tommy Brown oraz London on da Track, i inni.
Album zadebiutował na 2. miejscu notowania Billboard 200 ze sprzedażą około 80.000 egzemplarzy.

## Wstęp
Po wydaniu poprzedniego albumu pt. Trouble Man: Heavy is the Head, raper w grudniu 2012 r. ogłosił, że jego dziesięcioletni kontrakt płytowy z wytwórnią Atlantic Records został zakończony. Rok później w listopadzie 2013 r. raper rozpoczął poszukiwania nowej wytwórni dla samego siebie. Wybór padł na Columbia Records z którą podpisał kontrakt na wydanie dziewiątej solowej płyty. Niedługo później oświadczył, że jego długoletni współpracownik Pharrell Williams zostanie producentem wykonawczym.
Pierwotnie T.I. planował wydać album pt. Trouble Man II: He Who Wears the Crown - sequel poprzedniej płyty, jednakże zrezygnował z tego na rzecz współpracy z Pharrellem Williamsem.

## Lista utworów
1. King"
2. "G Shit" (featuring Young Jeezy & Watch the Duck)
3. "About the Money" (featuring Young Thug)
4. "New National Anthem" (featuring Skylar Grey)
5. "Oh Yeah" (featuring Pharrell Williams)
6. "Private Show" (featuring Chris Brown)
7. "No Mediocre" (featuring Iggy Azalea)
8. "Jet Fuel" (featuring Lil Boosie)
9. "Paperwork" (featuring Pharrell Williams)
10. "Stay" (featuring Victoria Monet)
11. "About My Issue" (featuring Victoria Monet & Nipsey Hussle)
12. "At Ya Own Risk" (featuring Usher)
13. "On Doe, On Phil" (featuring Trae)
14. "Light 'Em Up (RIP Doe B)" (featuring Pharrell Williams & Watch the Duck)
15. "Let Your Heart Go (Break My Soul)" (featuring The-Dream)
16. "Sugar Cane" (edycja deluxe)
17. "I Don't Know" (edycja deluxe)
18. "You Can Tell How I Walk" (featuring Rick Ross) (edycja deluxe)